# Jüdische Diaspora

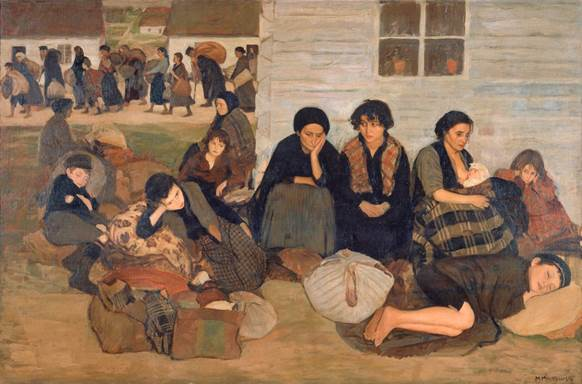
Maurycy Minkowski: Nach dem Pogrom, Öl auf Leinwand, 103,9 × 152,4 cm, The Jewish Museum, New York.

Die jüdische Diaspora (hebräisch גלות Galut, jiddisch Golus) ist die bis heute anhaltende Zerstreuung (griechisch διασπορά diasporá) der Juden. Sie begann mit der ersten babylonischen Eroberung des Reiches Juda im Jahr 587 v. Chr., wobei viele Judäer nach Babylon exiliert wurden. Im 20. Jahrhundert wurde als Analogie zum griechischen Begriff Diaspora das Wort Tefutsot (hebräisch תפוצות) gebildet. In der Judaistik bezeichnet der Begriff גלות Galut meist nur die Exilzeit zwischen dem Ansiedlungsverbot für Juden in Jerusalem 135 n. Chr. durch Kaiser Hadrian bis zur Gründung des Staates Israel im Jahre 1948.

## Begriff und Abgrenzung
Das griechische Wort „διασπορά“ (diasporá) kommt in der antiken Literatur erstmals in der Septuaginta, der griechischen Übersetzung der Tora im 3. vorchristlichen Jahrhundert vor. Es ist im Kontext historischer Theologie von dem schon vorher gebräuchlichen Verb „διασπειρω“ (diaspeiro) – „ausstreuen, zerstreuen“ abgeleitet und wurde nur für Juden außerhalb von Palästina verwendet. Es wird dabei als Metapher gebraucht, die eine Auflösung des Volkes bzw. Trennung und Entfernung von seinem Heimatland umschreibt. Die Zerstreuung wird als Gefangenschaft und Exil erfahren und als Strafe oder Fluch JHWHs verstanden. Sie resultiert aus einem Fehlverhalten der Israeliten, der Sünde gegenüber Gott (5 Mos 28–30 ; Ps 126,2 ; Jer 13 ; 24 ; 15,7 ; 34,17 ). Die mit „Diaspora“ korrespondierende hebräische Bezeichnung תְּפוּצָה (təfutṣāh) ist erst im 9.–10. Jh. belegt. Die Anusim (hebräisch אנוסים, Plural von anús gezwungen) sind eine rabbinisch-juristische Bezeichnung für Juden, die zum Verlassen des Judentums gegen ihren Willen gezwungen wurden und die, so weit ihnen nur möglich, das Judentum unter den repressiven Umständen weiter praktizieren. Er leitet sich ab vom talmudischen Begriff abera be’ones (Traktat Avoda sara 54a). Weitere synonyme Bezeichnungen sind Kofer, Min und Epikuros.
In hellenistischer Zeit entstanden die Begriffe „Jüdische Diaspora“ beziehungsweise das „Diaspora-Judentum“, nachdem sich das Diaspora-Verständnis gewandelt hatte. Ab dem Ende der antiken griechischen Geschichte (30 v. Chr.) wurde die Jüdische Diaspora als Chance für das Imperium begriffen. Schon die Übersetzung der Septuaginta akzentuiert das Wort Zerstreuung völlig anders, Diaspora meint das Säen, die Zerstreuung einer Saat. Und eine Saat, die auf fruchtbaren Boden fällt, geht auf und ist eigentlich eher etwas Gutes. Die Juden in der Diaspora lebten in fremder Umwelt und sollten Heil und Licht für die Völker sein (Jes 35,8 ; 49,6 ; Dan 12,2 ; 2 Makk 1,27 ; Ps 8,34 ). Sie hatten sich freiwillig in fremden Ländern angesiedelt.
Die Situation änderte sich mit der Vertreibung der Juden aus Palästina im 1. und 2. Jahrhundert n. Chr., wie der Sprachgebrauch im Neuen Testament nahelegt: Die ersten Christen übernahmen noch das jüdische Diasporaverständnis für die „jüdische Minderheit unter Nicht-Juden“, aber mit dem Staatskirchentum seit Kaiser Konstantin dem Großen (270/288–337) verschwand der Begriff „Diaspora“ im lateinisch-griechischen Sprachraum bis zum 16. Jahrhundert. Die Reformation (1517–1648) und der nachfolgende Pietismus führten den Begriff „Diaspora“ für die Existenz kirchlicher Minderheiten in kirchlichen Mehrheiten ein. Nach dem Zweiten Weltkrieg wurde der Diaspora-Begriff in der evangelischen und katholischen Kirche Deutschlands aufgenommen.
Davon abzugrenzen ist die Verwendung des Begriffs „jüdische Diaspora“, in dem das Adjektiv „jüdisch“ im Zusammenhang mit dem Substantiv „Diaspora“ im modernen Sprachgebrauch die allgemeine Diaspora bezeichnet, jedoch im speziellen Einzelfall die Juden meint. Die Differenzierung zwischen Diaspora und Exil ist dabei schwierig.
Während der Begriff der Diaspora im religionshistorischen Kontext gemeinhin negativ konnotiert ist, ist der Diasporabegriff des aktuellen Theoriediskurses nicht mehr zwingend primär negativ besetzt. Der Begriff Galut (hebräisch: גלות) ist ein fester hebräischer Begriff und wird für die Exilantengemeinschaften gebraucht, demnach für Diasporagemeinden, also für außerhalb des Landes Israel lebende Jüdinnen und Juden.
Der Migrationsforscher Robin Cohen unterscheidet in seinem Buch über den Begriff der Diaspora verschiedene Konzepte von Diaspora: zunächst die Opfer-Diaspora, für die er als Beispiel die Armenier, die Juden oder auch die afrikanischen Sklaven nennt. Er kategorisiert ferner die Diaspora von Arbeitsmigration, von der Diaspora des Handels, der kulturellen Diaspora und der Diaspora einer starke Sehnsucht nach einem Heimatland, die einen Mythos eines solchen Heimatlandes pflegen. Daran anlehnend definiert Marcia Reynders Ristaino die mitteleuropäischen jüdischen Flüchtlinge als eine Opferdiaspora. Opferdiasporas werden durch die traumatischen Vertreibungen aus der Heimat und dem Gefühl der Coethinizität, die von den verfolgten und zerstreuten Juden geteilt wird, charakterisiert. Eine Opferdiaspora entstand durch die Massenflucht von jüdisch-slawischen Flüchtlingen vor der Verfolgung in Osteuropa, dem imperialistischen Russland und der UdSSR nach Shanghai. Die andere bestand aus den jüdischen Flüchtlingen vor dem Nazi-Regime in Europa, um dem Holocaust zu entkommen.
Die Opferdiaspora bestehe in unterschiedlicher Ausprägung aus
- traumatischen Erfahrungen im Heimatland,
- einem kollektiven Gedächtnis und einem Mythos vom Heimatland,
- einer Entwicklung der Rückkehrbewegung,
- einem starken ethnischen Bewusstsein, basierend auf dem Gefühl der Andersartigkeit,
- problematischen Beziehungen zur Gastgesellschaft,
- einer Empathie gegenüber Mitgliedern der gleichen ethnischen Gruppe in der Diaspora und
- der Möglichkeit eines kreativen und bereichernden Lebens in einer toleranten Gastgesellschaft.

Seit 1948 lebt eine Mehrheit der Juden der Welt formal betrachtet freiwillig in der Diaspora. Nach Hanno Loewy wird nicht zum ersten Mal in der jüdischen Geschichte die Diaspora auch als eine positive, bereichernde Erfahrung verstanden. Er führt aus, dass es heute nicht eine, sondern viele verschiedene jüdische Diasporas gibt, zum Beispiel auch eine israelische. Mit der Migration zwischen der Diaspora und Israel in beide Richtungen hat sich die Diaspora selbst verändert. Viele Juden in den USA halten die USA jedoch gar nicht für eine Diaspora.
Für Diasporen stellt das „Heimatland“ nicht zwangsläufig einen Ort der unmittelbaren physischen Rückkehr dar. Oft stellt ein „Land der jüdischen Diaspora“ für Juden die eigentliche Heimat dar, wobei Israel vielfach nur einen wichtigen historischen, religiösen, kulturellen, linguistischen und nationalen Bezugspunkt der eigenen individuellen und kollektiven Identität und Zugehörigkeit untereinander und/oder zu Israel bildet. Sie haben in vielen Fällen gar nicht die Absicht, physisch nach Israel zu migrieren. Die Abgrenzung der jüdischen Diaspora zur jüdischen Transmigration bedeutet die Zugehörigkeit zum Aufenthaltsort als auch zu Israel. Für Transmigranten besteht keine Notwendigkeit, neue Wurzeln zu schlagen, da sie nie entwurzelt wurden. Sie sind in Bezug auf ihre Identität und oft auch physisch in beiden Ländern „zu Hause“.
Im 20. Jahrhundert wurde als Analogie zum griechischen Begriff Diaspora das Wort Tefutsot (hebräisch תפוצות) für jüdische Diaspora gebildet. Man versteht darunter die Auswanderung oder Flucht in jüdische Gemeinden außerhalb Palästinas.
In der heutigen jüdischen Diaspora gibt es eine breite Diskussion darüber, was gemeinsame Nenner jüdischer Identität sind und was es bedeutet, heute Jude zu sein.

## Prinzip des Vorrangs der Landesgesetze
Für Juden gilt das talmudische Prinzip des Dina de-malchuta dina (aramäisch דִּינָא דְּמַלְכוּתָא דִּינָא „Das Gesetz des Landes ist Gesetz“). Es wurde vom babylonischen Amoräer Samuel in Verhandlungen mit dem Sassanidenherrscher Schapur I. im 3. nachchristlichen Jahrhundert festgelegt und hat seine Gültigkeit in der jüdischen Diaspora bis heute bewahrt. Es schreibt vor, dass Juden grundsätzlich verpflichtet sind, die Gesetze des Landes, in dem sie leben, zu respektieren und zu befolgen. Das bedeutet auch, dass die Landesgesetze in bestimmten Fällen sogar den Rechtsgrundsätzen der Halacha vorgehen.

## Vorgeschichte
Bereits weit vor dem Untergang des Reiches Juda gab es jüdische Handelsniederlassungen außerhalb des Landes Israel (vgl. 1. Buch der Könige 20,34). Auch gab es einige Juden, die aus wirtschaftlichen Gründen ihre Heimat verließen (vgl. Buch Ruth 1,1).
Nach dem Tod König Salomos 926 v. Chr. kam es nach der biblischen Überlieferung zu einer Teilung des israelitischen Reiches. Das Nordreich Israel wurde zwischen 722 und 721 v. Chr. von Assyrien erobert. Ein Teil der Einwohner wurde zwangsumgesiedelt und durch deportierte Bewohner anderer Teile des assyrischen Großreichs ersetzt. Im Laufe der Zeit vermischten sich die Einwohner zum Volk der Samaritaner. Die deportierten Bewohner des Nordreiches gelten bis heute als verschollen und werden als Verlorene Stämme Israels bezeichnet.
Das Südreich Juda, bestehend aus den Stämmen Juda, Benjamin sowie dem Priesterstamm der Leviten, konnte vorerst noch weiter bestehen.

## Entstehung
597 v. Chr. eroberte der babylonische König Nebukadnezar II. Jerusalem und das Königreich Juda. Dabei verschleppte er einen Teil der Bevölkerung Judäas, etwa 10.000 Menschen, vor allem Angehörige der Oberschicht, nach Babylon und siedelte sie dort an.
586 v. Chr. nach einem weiteren Kriegszug der Babylonier unter Nebukadnezar II, der zum Untergang des Reiches Juda und zur Zerstörung des salomonischen Tempels führte, wurden mindestens genauso viele Juden nach Babylon exiliert.
Die Babylonier siedelten die Judäer in geschlossenen Siedlungen an, unter anderem am Fluss Kebar (vgl. Ez 1,1 und 3 ). Damit konnten die Judäer ihre Traditionen und ihren Glauben innerhalb einer andersgläubigen Bevölkerung bewahren. Diese Lebensweise als Minderheit mit eigenem jüdischen Glauben und oft auch mit unterschiedlichem Rechtsstatus unter Andersgläubigen ist das Charakteristische an der jüdischen Diaspora.
Gemäß dem Buch Jeremia (Jer 52, 28–30) kam es 582 v. Chr. zu einer dritten, kleineren Deportation, vermutlich als Folge der Ermordung des von den Babyloniern eingesetzten Statthalters Gedalja ben Achikams. An das Ereignis erinnert noch heute der jüdische Fasttag Zom Gedalja.
Sicher belegt ist, dass nach 597 v. Chr. Namen von Hebräern aus der privilegierten Oberschicht in babylonischen Urkunden auftauchen.

## Weitere Entwicklung

### In der Antike
Aus Furcht vor der Vergeltung Nebukadnezars II. für die Ermordung des von ihm eingesetzten Statthalters Gedalja ben Achikam im Jahr 586 v. Chr. flohen viele der noch auf dem Gebiet des ehemaligen Königreichs Juda lebenden Juden nach Ägypten, siehe hierzu auch Buch Jeremia Kapitel 43 und 44. Im 6. Jahrhundert v. Chr. siedelte eine in ägyptischen Diensten stehende judäische Militärkolonie in Elephantine im Süden Ägyptens.
539 v. Chr. eroberte der persische König Kyros II. das babylonische Reich. Er erlaubte im Jahr 538 v. Chr. den Exilanten in einem Erlass die Rückkehr in die nun persische Provinz Jehūdāh. Davon machte aber nur ein kleinerer Teil Gebrauch. Die Rückkehrer in die persische Provinz Jehūdāh waren die Ersten, die Juden genannt wurden.
Von Babylonien und von Judäa aus breitete sich in den folgenden Jahrhunderten der altpersischen Herrschaft die jüdische Diaspora im syrischen Raum, Kleinasien, in den Norden Mesopotamiens, nach Persien im Osten, auf die arabische Halbinsel und nach Zentralasien aus.
332 v. Chr. besetzte Alexander der Große das persische Reich. Nach der Aufteilung unter die Diadochen fiel die Provinz Jehūdāh an die Ptolemäer.
In hellenistischer Zeit entstand die nach Babylonien größte Siedlungsdichte in Ägypten. Nach der Gründung von Alexandria siedelten sich viele Juden dort an. Kleinere Gemeinden entstanden in der Kyrenaika, an der Küste des Schwarzen Meeres, in Griechenland und in fast allen bedeutenden Hafen- und Handelsstädten des östlichen Mittelmeerraumes.

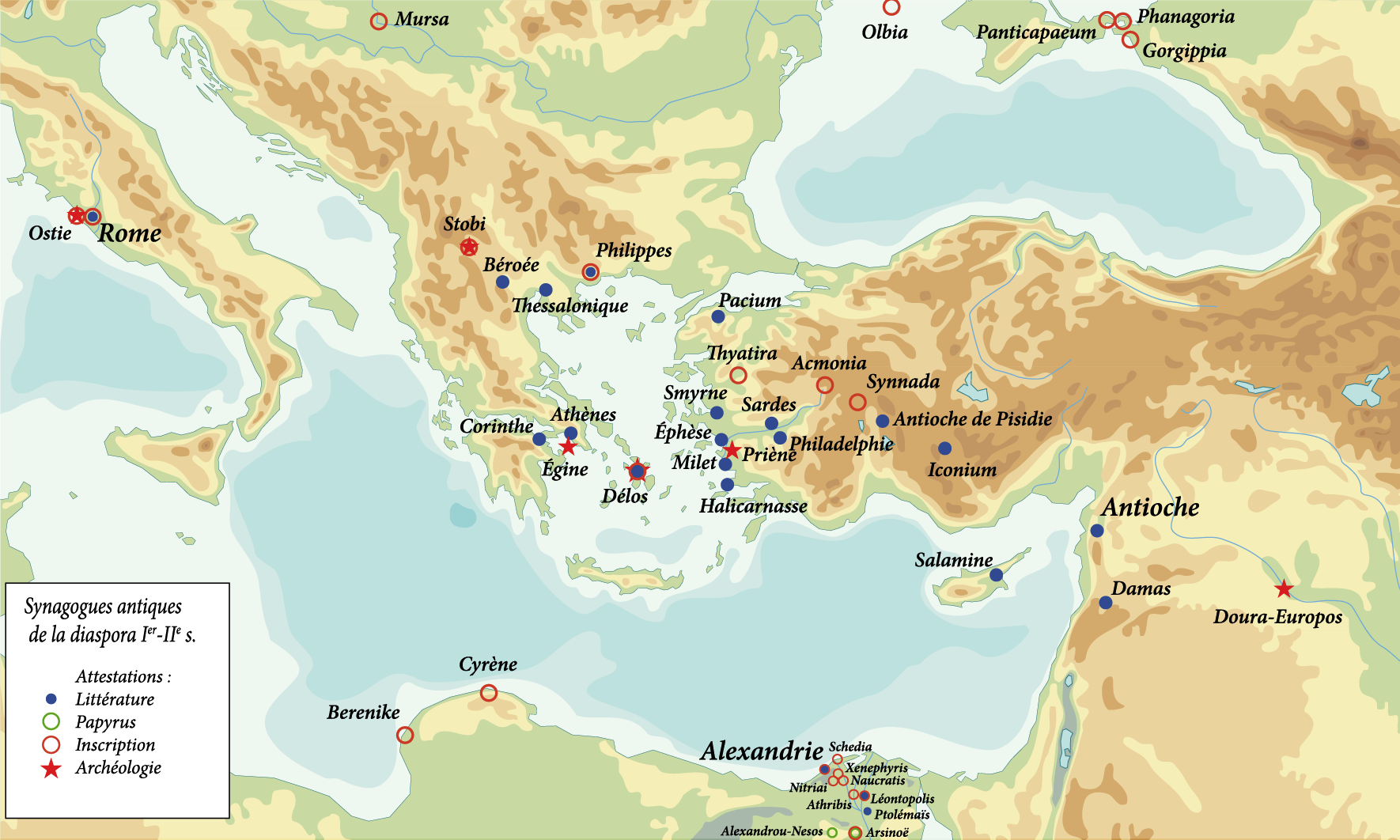
Synagogen in der Antike, 1. – 2. Jahrhundert n. Chr.

Die Seleukiden übernahmen 198 v. Chr. die Provinz Jehūdāh von den Ptolemäern. König Antiochos IV. versuchte mit aller Macht, das Judentum durch den Hellenismus zu ersetzen, was im Jahr 168 v. Chr. zum Makkabäeraufstand führte. 141 v. Chr. konnten die Juden einen unabhängigen Staat unter der Dynastie der Hasmonäer gründen.
Im Jahre 63 v. Chr. verlor das Reich nach der Eroberung durch Pompeius seine Unabhängigkeit. Es existierte als römischer Klientelstaat fort.
Die Hasmonäer verloren im Jahre 37 v. Chr. endgültig ihre Macht, und der Idumäer Herodes der Große wurde König.
Im Jahre 6 n. Chr. wurde das Königreich durch Kaiser Augustus in die römische Provinz Judäa umgewandelt und verlor damit seine Eigenstaatlichkeit.
Der jüdische Geschichtswissenschaftler Salo W. Baron schätzt, dass es damals etwa zwei Millionen Juden in Judäa gab, aber vier Millionen Juden im Römischen Reich außerhalb Judäas und mindestens eine weitere Million in Babylonien und in anderen Ländern, die nicht von Rom regiert wurden.
In der folgenden Zeit kam es immer wieder zu Aufständen und Rebellionen, die in den Jüdischen Krieg von 66 bis 74 n. Chr. mündeten. Viele Juden wurden nach dem verlorenen Krieg versklavt oder verließen ihre verwüstete Heimat und kamen so in alle Teile des römischen Reiches. Einige wanderten auch ins Perserreich.

## Diaspora Museum
1978 wurde auf dem Campus der Universität Tel Aviv in Ramat Aviv, Israel das Beit Hatəfutsot (Diaspora-Haus), heute bekannt als ANU – Museum des Jüdischen Volkes, eröffnet.

## Demographie
Stand 1. Januar 2016 lebten 8.074.300 Juden in der Diaspora und 6.336.400 Juden in Israel. In der Diaspora stellen Juden in den USA mit 1,8 % den größten jüdischen Bevölkerungsanteil, gefolgt von Kanada mit 1,1 % und Frankreich mit 0,7 %. In Deutschland beträgt der Bevölkerungsanteil 0,1 %. Die meisten Juden leben in folgenden Staaten in der Diaspora:
1. Vereinigte Staaten: 5.700.000
2. Frankreich: 460.000
3. Kanada: 388.000
4. Großbritannien: 290.000
5. Russland: 179.500
6. Argentinien: 180.700
7. Deutschland: 117.000
8. Australien: 113.000
9. Brasilien: 94.200
10. Südafrika: 69.500

Nach Städten:
1. New York City, New York – USA – 2.007.850
2. Los Angeles, Kalifornien – USA – 684.950
3. Miami, Florida – USA – 485.850
4. San Francisco, Kalifornien – USA – 345.700
5. Paris – Frankreich – 284.000
6. Chicago, Illinois – USA – 270.500
7. Philadelphia, Pennsylvania – USA – 263.800
8. Boston, Massachusetts – USA – 229.100
9. Washington, D.C. – USA – 215.600
10. London – Vereinigtes Königreich – 195.000
11. Toronto – Kanada – 180.000
12. Atlanta, Georgia – USA – 119.800
13. Moskau – Russland – 95.000